# Xylotrechus canus
Xylotrechus canus là một loài bọ cánh cứng trong họ Cerambycidae.